# ヘンリー・W・テイト
ヘンリー・ウェリントン・テイト (およそ 1860年 - 1914年)は、カナダ、ブリティッシュコロンビア州のツィムシアンファーストネイション出身の口承史家であり、フランツ・ボアズとともにあげた業績が最もよく知られている。
ラッカラームス （ポートシンプソンの名でも知られる）での彼の青少年期については詳しいことは分かっていないが、彼はおそらく、世襲のチーフのひとりであり、1850年代に英国国教会の宣教師だったウィリアム・ダンカンにツィムシアン語を教え、彼による重要な改宗者でもあったアーサー・ウェリントン・クラーの甥である。
1903年にボアズは、トリンギット族-クワキウトル族のインフォーマントであったジョージ・ハントの紹介で、ツィムシアン文化の記述に取り組むにふさわしい人物を探したいという関心を述べた手紙を、クラーに書き送った。クラーはテイトに手紙を回し、テイトはボアズに情報、とりわけ筆記した口承の物語を、手紙で送り始めることになった。 ボアズとテイトは一度も顔をつき合わせて会ったことがないのはどうやら確からしい。その成果は、1916年のボアズの長大なモノグラフ、『ツィムシアン神話』である。この著作が出版されたとき、ボアズは序文に"テイト氏は1914年の4月に亡くなった"と書きつけた。
ツィムシアン神話学のなかで、テイトの生活についての数少ない実態は、クランからクランへの養子縁組、つまり引証されている、ラクスギーク （ワシ・クラン）からギスパクローツ部族のギスプドワダ（オルカ・クラン）への彼の母系祖父のもとへのテイト自身の養子縁組、およびそれに加えて、その縁組の結果としての、彼の娘のギスプドワダへの養子縁組をめぐる議論のところでかいま見られる。
ボアズとテイトのあいだで交わされた書簡はフィラデルフィアのアメリカ哲学会に保管されている。テイトのインフォーマントのツィムシアン語を筆記するのではなく、物語をまず英語で書き、それから彼自身のツィムシアン語に翻訳せよという自分の指示にテイトが抵抗しているとのボアズによる苦情もそこには含まれている。
1930年代には、今日ではGits'iis部族の"サム・ベネット夫人"として知られる、テイトの未亡人が、人類学者のヴァイオラ・ガーフィールドがラッカラームスで現地調査をするあいだ、主要な情報提供者としての役割を果たした。.
クラーの曾孫にあたるウィリアム・ベイノンとともに、ラッカラームスにおいて、より広範にわたる直接対面式の現地調査を行ったマリウス・バルボーが、1917年にツィムシアン神話についての書評を書いたため、テイトの仕事の信頼性もしくは徹底性について、中傷が投げかけられるようになった。文学史研究科のラルフ・モードは、テイトの採集した物語の刊行をもたらした複雑な持ちつ持たれつの関係と、その結果として起こり得る文化的歪曲について、詳細に述べている。モードはまた、 彼の英語の詩法を明らかにするために、テイトのストーリーの体裁を整えなおした著作も刊行している。

## 書誌
- Barbeau, Marius (1917) Review of Tsimshian Mythology by Franz Boas.  American Anthropologist (new series), vol. 19, no. 4, pp. 548-563.

- Boas, Franz (1916) "Tsimshian Mythology."  In Thirty-First Annual Report of the Bureau of American Ethnology to the Secretary of the Smithsonian Institution,, pp..  Washington: Government Printing Office.

- Garfield, Viola E. (1939) "Tsimshian Clan and Society."  University of Washington Publications in Anthropology, vol. 7, no. 3, pp. 167-340.

- Maud, Ralph (2000) Transmission Difficulties: Franz Boas and Tsimshian Mythology.  Burnaby, B.C.: Talonbooks.

- Roth, Christopher F. (2001) Review of Transmission Difficulties by Ralph Maud.  Anthropologica, vol. 43, no. 1, pp. 123-124.

- Tate, Henry Wellington (1993) The Porcupine Hunter and Other Stories: The Original Tsimshian Texts of Henry Tate.  Ed. by Ralph Maud.  Vancouver, B.C.: Talonbooks.